# Johann Georg Trumph
Johann Georg Trumph (auch Johannes Georg Trumph, * 4. Mai 1644 in Goslar; † im 18. Jahrhundert) war ein deutscher Mediziner und Bürgermeister der Stadt Goslar.

## Leben
Johann Georg Trumph studierte bei Werner Rolfinck an der Universität Jena Medizin. Anschließend war er als Arzt in Göttingen. Ab etwa 1674 wirkte Trumph als Physicus in Goslar. 1690 wurde er Ratsherr der Stadt Goslar und von 1699 bis 1709 amtierte er als Bürgermeister.
Im Jahr 1676 wurde Johann Georg Trumph unter der Matrikel-Nr. 62 mit dem akademischen Beinamen Rufus I. als Mitglied in die Academia Naturae Curiosorum, die heutige Deutsche Akademie der Naturforscher Leopoldina, aufgenommen.